# Atletiek op de Olympische Zomerspelen 1956
Atletiek is een van de sporten die beoefend werden tijdens de Olympische Zomerspelen 1956 in Melbourne.

## Heren

### 100 m
| rang   | sporter(s)       | land | tijd |
| ------ | ---------------- | ---- | ---- |
| Goud   | Bobby Morrow     | USA  | 10.5 |
| Zilver | Thane Baker      | USA  | 10.5 |
| Brons  | Hector Hogan     | AUS  | 10.6 |
| 4      | Ira Murchison    | USA  | 10.6 |
| 5      | Manfred Germar   | EUA  | 10.7 |
| 6      | Michael Agostini | TRI  | 10.7 |

### 200 m
| rang   | sporter(s)               | land | tijd    |
| ------ | ------------------------ | ---- | ------- |
| Goud   | Bobby Morrow             | USA  | WR 20.6 |
| Zilver | Andy Stanfield           | USA  | 20.7    |
| Brons  | Thane Baker              | USA  | 20.9    |
| 4      | Michael Agostini         | TRI  | 21.1    |
| 5      | Boris Tokarjev           | URS  | 21.2    |
| 6      | José Telles da Conceição | BRA  | 21.3    |

### 400 m
| rang   | sporter(s)           | land | tijd |
| ------ | -------------------- | ---- | ---- |
| Goud   | Charlie Jenkins      | USA  | 46.7 |
| Zilver | Karl-Friedrich Haas  | EUA  | 46.8 |
| Brons  | Voitto Hellsten      | FIN  | 47.0 |
| Brons  | Ardaljon Ignatjev    | URS  | 47.0 |
| 5      | Lou Jones            | USA  | 48.1 |
| 6      | Malcolm Clive Spence | RSA  | 48.3 |

### 800 m
| rang   | sporter(s)      | land | tijd      |
| ------ | --------------- | ---- | --------- |
| Goud   | Tom Courtney    | USA  | OR 1:47.7 |
| Zilver | Derek Johnson   | GBR  | 1:47.8    |
| Brons  | Audun Boysen    | NOR  | 1:48.1    |
| 4      | Arnold Sowell   | USA  | 1:48.3    |
| 5      | Michael Farrell | GBR  | 1:49.2    |
| 6      | Lonnie Spurrier | USA  | 1:49.3    |
| 7      | Émile Leva      | BEL  | 1:51.7    |
| 8      | Bill Butchart   | AUS  | 1:52.5    |

### 1500 m
| rang   | sporter(s)          | land | tijd      |
| ------ | ------------------- | ---- | --------- |
| Goud   | Ron Delany          | IRL  | OR 3:41.2 |
| Zilver | Klaus Richtzenhain  | EUA  | 3:42.0    |
| Brons  | John Landy          | AUS  | 3:42.0    |
| 4      | László Tábori       | HUN  | 3:42.4    |
| 5      | Brian Hewson        | GBR  | 3:42.6    |
| 6      | Stanislav Jungwirth | TCH  | 3:42.6    |
| 7      | Neville Scott       | NZL  | 3:42.8    |
| 8      | Ian Boyd            | GBR  | 3:43.0    |

### 5000 m
| rang   | sporter(s)       | land | tijd       |
| ------ | ---------------- | ---- | ---------- |
| Goud   | Vladimir Koets   | URS  | OR 13:39.6 |
| Zilver | Gordon Pirie     | GBR  | 13:50.6    |
| Brons  | Derek Ibbotson   | GBR  | 13:54.4    |
| 4      | Miklós Szabó     | HUN  | 14:03.4    |
| 5      | Albert Thomas    | AUS  | 14:04.6    |
| 6      | László Tábori    | HUN  | 14:09.8    |
| 7      | Maiyoro Nyandika | KEN  | 14:19.0    |
| 8      | Thyge Thøgersen  | DEN  | 14:21.0    |

### 10000 m
| rang   | sporter(s)            | land | tijd       |
| ------ | --------------------- | ---- | ---------- |
| Goud   | Vladimir Koets        | URS  | OR 28:45.6 |
| Zilver | József Kovács         | HUN  | 28:52.4    |
| Brons  | Allan Lawrence        | AUS  | 28:53.6    |
| 4      | Zdzisław Krzyszkowiak | POL  | 29:00.0    |
| 5      | Kenneth Norris        | GBR  | 29:05.0    |
| 6      | Ivan Tsjernjavskij    | URS  | 29:31.6    |
| 7      | Dave Power            | AUS  | 29:49.6    |
| 8      | Gordon Pirie          | GBR  | 30:00.6    |

### marathon
| rang   | sporter(s)         | land | tijd    |
| ------ | ------------------ | ---- | ------- |
| Goud   | Alain Mimoun       | FRA  | 2:25:00 |
| Zilver | Franjo Mihalić     | YUG  | 2:26:32 |
| Brons  | Veikko Karvonen    | FIN  | 2:27:47 |
| 4      | Lee Chang-hoon     | KOR  | 2:28.45 |
| 5      | Yoshiaki Kawashima | JPN  | 2:29.19 |
| 6      | Emil Zátopek       | TCH  | 2:29:43 |
| 7      | Ivan Filin         | URS  | 2:30:37 |
| 8      | Evert Nyberg       | SWE  | 2:31:12 |

### 110 m horden
| rang   | sporter(s)      | land | tijd    |
| ------ | --------------- | ---- | ------- |
| Goud   | Lee Calhoun     | USA  | OR 13.5 |
| Zilver | Jack Davis      | USA  | OR 13.5 |
| Brons  | Joel Shankle    | USA  | 14.1    |
| 4      | Martin Lauer    | EUA  | 14.5    |
| 5      | Stanko Lorger   | YUG  | 14.5    |
| 6      | Boris Stoljarov | URS  | 14.6    |

### 400 m horden
| rang   | sporter(s)          | land | tijd    |
| ------ | ------------------- | ---- | ------- |
| Goud   | Glenn Davis         | USA  | OR 50.1 |
| Zilver | Eddie Southern      | USA  | 50.8    |
| Brons  | Josh Culbreath      | USA  | 51.6    |
| 4      | Joeri Litoejev      | URS  | 51.7    |
| 5      | David Lean          | AUS  | 51.7    |
| 6      | Gerhardus Potgieter | RSA  | 56.0    |

### 3000 m steeple chase
| rang   | sporter(s)         | land | tijd      |
| ------ | ------------------ | ---- | --------- |
| Goud   | Chris Brasher      | GBR  | OR 8:41.2 |
| Zilver | Sándor Rozsnyói    | HUN  | 8:43.6    |
| Brons  | Ernst Larsen       | NOR  | 8:44.0    |
| 4      | Heinz Laufer       | EUA  | 8:44.4    |
| 5      | Semjon Rzjisjtsjin | URS  | 8:44.6    |
| 6      | John Disley        | GBR  | 8:44.6    |
| 7      | Neil Robbins       | AUS  | 8:50.0    |
| 8      | Eric Shirley       | GBR  | 8:57.0    |

### 4x100 m estafette
| rang   | sporter(s)                                                        | land | tijd    |
| ------ | ----------------------------------------------------------------- | ---- | ------- |
| Goud   | Ira Murchison Leamon King Thane Baker Bobby Morrow                | USA  | WR 39.5 |
| Zilver | Boris Tokarjev Vladimir Soecharev Leonid Bartenev Joeri Konovalov | URS  | 39.8    |
| Brons  | Lothar Knörzer Leonhard Pohl Heinz Fütterer Manfred Germar        | EUA  | 40.3    |
| 4      | Franco Galbiati Giovanni Ghiselli Luigi Gnocchi Vincenzo Lombardo | ITA  | 40.3    |
| 5      | Kenneth Box Roy Sandstrom Brian Shenton David Segal               | GBR  | 40.6    |
| 6      | Marian Foik Janusz Jarzembowski Edward Schmidt Zenon Baranowski   | POL  | 40.6    |

### 4x400 m estafette
| rang   | sporter(s)                                                      | land | tijd   |
| ------ | --------------------------------------------------------------- | ---- | ------ |
| Goud   | Tom Courtney Charlie Jenkins Lou Jones Jesse Mashburn           | USA  | 3:04.8 |
| Zilver | Graham Gipson Kevan Gosper Leon Gregory David Lean              | AUS  | 3:06.2 |
| Brons  | Francis Higgins Derek Johnson John Salisbury Michael Wheeler    | GBR  | 3:07.2 |
| 4      | Walter Oberste Manfred Pörschke Jürgen Kühl Karl-Friedrich Haas | EUA  | 3:08.2 |
| 5      | Terry Tobacco Laird Sloan Murray Cockburn Douglas Clement       | CAN  | 3:10.2 |
|        | Keith Gardner George Kerr Malcolm A. E. Spence Melville Spence  | JAM  | DQ     |

### 20 km snelwandelen
| rang   | sporter(s)      | land | tijd         |
| ------ | --------------- | ---- | ------------ |
| Goud   | Leonid Spirin   | URS  | OR 1:31:27.4 |
| Zilver | Antanas Mikenas | URS  | 1:32:03.0    |
| Brons  | Bruno Junk      | URS  | 1:32:12.0    |
| 4      | John Ljunggren  | SWE  | 1:32:24.0    |
| 5      | Stanley Vickers | GBR  | 1:32:34.2    |
| 6      | Donald Keane    | AUS  | 1:33:52.0    |
| 7      | George Coleman  | GBR  | 1:34:01.8    |
| 8      | Roland Hardy    | GBR  | 1:34:40.4    |

### 50 km snelwandelen
| rang   | sporter(s)         | land | tijd      |
| ------ | ------------------ | ---- | --------- |
| Goud   | Norman Read        | NZL  | 4:30:42.8 |
| Zilver | Jevgeni Maskinskov | URS  | 4:32:57.0 |
| Brons  | John Ljunggren     | SWE  | 4:35:02.0 |
| 4      | Abdon Pamich       | ITA  | 4:39:00.0 |
| 5      | Antal Róka         | HUN  | 4:50:09.0 |
| 6      | Raymond Smith      | AUS  | 4:56:08.0 |
| 7      | Adolf Weinacker    | USA  | 5:00:16.0 |
| 8      | Albert Johnson     | GBR  | 5:02:19.0 |

### hoogspringen
| rang   | sporter(s)      | land | hoogte    |
| ------ | --------------- | ---- | --------- |
| Goud   | Charles Dumas   | USA  | OR 2.12 m |
| Zilver | Charles Porter  | AUS  | 2.10 m    |
| Brons  | Igor Kasjkarov  | URS  | 2.08 m    |
| 4      | Stig Pettersson | SWE  | 2.06 m    |
| 5      | Kenneth Money   | CAN  | 2.03 m    |
| 6      | Vladimir Sitkin | URS  | 2.00 m    |
| 7      | Colin Ridgeway  | AUS  | 2.00 m    |
| 7      | Phil Reavis     | USA  | 2.00 m    |

### polsstokhoogspringen
| rang   | sporter(s)        | land | hoogte    |
| ------ | ----------------- | ---- | --------- |
| Goud   | Bob Richards      | USA  | OR 4.56 m |
| Zilver | Bob Gutowski      | USA  | 4.53 m    |
| Brons  | Georgios Roubanis | GRE  | 4.50 m    |
| 4      | George Mattos     | USA  | 4.35 m    |
| 5      | Ragnar Lundberg   | SWE  | 4.25 m    |
| 6      | Zenon Ważny       | POL  | 4.25 m    |
| 7      | Eeles Landström   | URS  | 4.25 m    |
| 8      | Manfred Preußger  | EUA  | 4.25 m    |

### verspringen
| rang   | sporter(s)             | land | afstand |
| ------ | ---------------------- | ---- | ------- |
| Goud   | Greg Bell              | USA  | 7.83 m  |
| Zilver | John Bennett           | USA  | 7.68 m  |
| Brons  | Jorma Valkama          | FIN  | 7.48 m  |
| 4      | Dmitri Bondarenko      | URS  | 7.44 m  |
| 5      | Karimu Babalola Olowu  | NGR  | 7.36 m  |
| 6      | Kazimierz Kropidłowski | POL  | 7.30 m  |
| 7      | Neville Price          | RSA  | 7.28 m  |
| 8      | Oleg Fjodosejev        | URS  | 7.27 m  |

### hink-stap-springen
| rang   | sporter(s)           | land | afstand    |
| ------ | -------------------- | ---- | ---------- |
| Goud   | Adhemar da Silva     | BRA  | OR 16.35 m |
| Zilver | Vilhjálmur Einarsson | ISL  | 16.26 m    |
| Brons  | Vitold Krejer        | URS  | 16.02 m    |
| 4      | Bill Sharpe          | USA  | 15.88 m    |
| 5      | Martin Řehák         | TCH  | 15.85 m    |
| 6      | Leonid Sjtsjerbakov  | URS  | 15.50 m    |
| 7      | Koji Sakurai         | JPN  | 15.73 m    |
| 8      | Teruji Kogake        | JPN  | 15.64 m    |

### kogelstoten
| rang   | sporter(s)          | land | afstand    |
| ------ | ------------------- | ---- | ---------- |
| Goud   | Parry O'Brien       | USA  | OR 18.57 m |
| Zilver | Bill Nieder         | USA  | 18.18 m    |
| Brons  | Jiří Skoblá         | TCH  | 17.65 m    |
| 4      | Kenneth Bantum      | USA  | 17.48 m    |
| 5      | Boris Baljajev      | URS  | 16.96 m    |
| 6      | Erik Uddebom        | SWE  | 16.65 m    |
| 7      | Karl-Heinz Wegmann  | EUA  | 16.63 m    |
| 8      | Georgios Tsakanikas | GRE  | 16.56 m    |

### discuswerpen
| rang   | sporter(s)       | land | afstand    |
| ------ | ---------------- | ---- | ---------- |
| Goud   | Al Oerter        | USA  | OR 56.36 m |
| Zilver | Fortune Gordien  | USA  | 54.81 m    |
| Brons  | Desmond Koch     | USA  | 54.40 m    |
| 4      | Mark Pharaoh     | GBR  | 54.27 m    |
| 5      | Otto Grigalka    | URS  | 52.37 m    |
| 6      | Adolfo Consolini | ITA  | 52.21 m    |
| 7      | Ferenc Klics     | HUN  | 51.82 m    |
| 8      | Dako Radošević   | YUG  | 51.69 m    |

### kogelslingeren
| rang   | sporter(s)          | land | afstand    |
| ------ | ------------------- | ---- | ---------- |
| Goud   | Harold Connolly     | USA  | OR 63.19 m |
| Zilver | Mikhail Krivonosov  | URS  | 63.03 m    |
| Brons  | Anatoli Samotsvetov | URS  | 62.56 m    |
| 4      | Albert Hall         | USA  | 61.96 m    |
| 5      | József Csermák      | HUN  | 60.70 m    |
| 6      | Krešimir Račić      | YUG  | 60.36 m    |
| 7      | Dmitri Jegorov      | NOR  | 60.22 m    |
| 8      | Sverre Strandli     | NOR  | 59.21 m    |

### speerwerpen
| rang   | sporter(s)         | land | afstand    |
| ------ | ------------------ | ---- | ---------- |
| Goud   | Egil Danielsen     | NOR  | WR 85.71 m |
| Zilver | Janusz Sidło       | POL  | 79.98 m    |
| Brons  | Viktor Tsyboelenko | URS  | 79.50 m    |
| 4      | Herbert Koschel    | EUA  | 74.68 m    |
| 5      | Jan Kopyto         | POL  | 74.28 m    |
| 6      | Giovanni Lievore   | ITA  | 72.88 m    |
| 7      | Michel Macquet     | FRA  | 71.84 m    |
| 8      | Aleksandr Gorsjkov | URS  | 70.32 m    |

### tienkamp
| rang   | sporter(s)         | land | punten  |
| ------ | ------------------ | ---- | ------- |
| Goud   | Milt Campbell      | USA  | WR 7937 |
| Zilver | Rafer Johnson      | USA  | 7587    |
| Brons  | Vassili Koesnezov  | URS  | 7465    |
| 4      | Uno Palu           | URS  | 6930    |
| 5      | Martin Lauer       | EUA  | 6853    |
| 6      | Walter Meier       | EUA  | 6773    |
| 7      | Torbjörn Lassenius | FIN  | 6565    |
| 8      | Yang Chuan-Kwang   | RCO  | 6521    |

## Dames

### 100 m
| rang   | sporter(s)       | land | tijd |
| ------ | ---------------- | ---- | ---- |
| Goud   | Betty Cuthbert   | AUS  | 11.5 |
| Zilver | Christa Stubnick | EUA  | 11.7 |
| Brons  | Marlene Matthews | AUS  | 11.7 |
| 4      | Isabelle Daniels | USA  | 11.8 |
| 5      | Giuseppina Leone | ITA  | 11.9 |
| 6      | Heather Armitage | GBR  | 12.0 |

Betty Cuthbert liep een OR in de series, tijd 11.4 s.

### 200 m
| rang   | sporter(s)       | land | tijd    |
| ------ | ---------------- | ---- | ------- |
| Goud   | Betty Cuthbert   | AUS  | OR 23.4 |
| Zilver | Christa Stubnick | EUA  | 23.7    |
| Brons  | Marlene Matthews | AUS  | 23.8    |
| 4      | Norma Croker     | AUS  | 24.0    |
| 5      | June Paul        | GBR  | 24.3    |
| 6      | Gisela Köhler    | EUA  | 24.3    |

### 80 m horden
| rang   | sporter(s)                     | land | tijd |
| ------ | ------------------------------ | ---- | ---- |
| Goud   | Shirley Strickland-de la Hunty | AUS  | 10.7 |
| Zilver | Gisela Köhler                  | EUA  | 10.9 |
| Brons  | Norma Thrower                  | AUS  | 11.0 |
| 4      | Galina Bystrova                | URS  | 11.0 |
| 5      | Maria Goloebnitshaja           | URS  | 11.3 |
| 6      | Gloria Cooke                   | AUS  | 11.4 |

### 4x100 m estafette
| rang   | sporter(s)                                                              | land | tijd    |
| ------ | ----------------------------------------------------------------------- | ---- | ------- |
| Goud   | Shirley Strickland-de la Hunty Norma Croker Fleur Mellor Betty Cuthbert | AUS  | WR 44.5 |
| Zilver | Anne Pashley Jean Scrivens June Paul Heather Armitage                   | GBR  | 44.7    |
| Brons  | Mae Faggs Margaret Matthews Wilma Rudolph Isabelle Daniels              | USA  | 44.9    |
| 4      | Vera Krepkina Galina Restsjikova Maria Itkina Irina Botsjkarjova        | URS  | 45.6    |
| 5      | Maria Musso Letizia Bertoni Maria Greppi Giuseppina Leone               | ITA  | 45.7    |
| 6      | Maria Sander Christa Stubnick Gisela Köhler Barbara Mayer               | EUA  | 47.2    |

### hoogspringen
| rang   | sporter(s)          | land | hoogte    |
| ------ | ------------------- | ---- | --------- |
| Goud   | Mildred McDaniel    | USA  | WR 1.76 m |
| Zilver | Thelma Hopkins      | GBR  | 1.67 m    |
| Zilver | Maria Pissarjeva    | URS  | 1.67 m    |
| 4      | Gunhild Larking     | SWE  | 1.67 m    |
| 5      | Iolanda Balaş       | ROU  | 1.67 m    |
| 6      | Michele Mason       | AUS  | 1.67 m    |
| 7      | Jessie Mary Donaghy | NZL  | 1.67 m    |
| 8      | Hermina Geyser      | RSA  | 1.64 m    |
| 8      | Jiřina Vobořilová   | TCH  | 1.64 m    |

### verspringen
| rang   | sporter(s)            | land | hoogte    |
| ------ | --------------------- | ---- | --------- |
| Goud   | Elżbieta Krzesińska   | POL  | WR 6.35 m |
| Zilver | Willye White          | USA  | 6.09 m    |
| Brons  | Nadeshda Dvalisjvili  | URS  | 6.07 m    |
| 4      | Erika Fisch           | EUA  | 5.89 m    |
| 5      | Marthe Lambert        | FRA  | 5.88 m    |
| 6      | Valentina Sjaproenova | URS  | 5.85 m    |
| 7      | Beverly Weigel        | NZL  | 5.85 m    |
| 8      | Nancy Borwick         | AUS  | 5.82 m    |

### kogelstoten
| rang   | sporter(s)         | land | afstand    |
| ------ | ------------------ | ---- | ---------- |
| Goud   | Tamara Tysjkevitsj | URS  | OR 16.59 m |
| Zilver | Galina Zybina      | URS  | 16.53 m    |
| Brons  | Marianne Werner    | EUA  | 15.61 m    |
| 4      | Zinaida Dojnikova  | URS  | 15.54 m    |
| 5      | Valerie Sloper     | NZL  | 15.34 m    |
| 6      | Earlene Brown      | USA  | 15.12 m    |
| 7      | Regina Branner     | AUT  | 14.60 m    |
| 8      | Nadya Kotlušek     | YUG  | 14.56 m    |

### discuswerpen
| rang   | sporter(s)        | land | afstand    |
| ------ | ----------------- | ---- | ---------- |
| Goud   | Olga Fikotová     | TCH  | OR 53.69 m |
| Zilver | Irina Begljakova  | URS  | 52.54 m    |
| Brons  | Nina Ponomarjova  | URS  | 52.02 m    |
| 4      | Earlene Brown     | USA  | 51.35 m    |
| 5      | Albina Jelkina    | URS  | 48.20 m    |
| 6      | Isabel Avellán    | ARG  | 46.73 m    |
| 7      | Jiřina Vobořilová | TCH  | 45.84 m    |
| 8      | Štěpánka Mertová  | TCH  | 45.78 m    |

### speerwerpen
| rang   | sporter(s)         | land | afstand    |
| ------ | ------------------ | ---- | ---------- |
| Goud   | Inese Jaunzeme     | URS  | OR 53.86 m |
| Zilver | Marlene Ahrens     | CHI  | 50.38 m    |
| Brons  | Nadeshda Konjajeva | URS  | 50.28 m    |
| 4      | Dana Zátopková     | TCH  | 49.83 m    |
| 5      | Ingrid Almqvist    | SWE  | 49.74 m    |
| 6      | Urszula Figwer     | POL  | 48.16 m    |
| 7      | Erszébet Vigh      | HUN  | 48.07 m    |
| 8      | Karen Anderson     | USA  | 48.00 m    |

## Medaillespiegel
| rang   | land               | goud | zilver | brons | totaal |
| ------ | ------------------ | ---- | ------ | ----- | ------ |
| 1      | Verenigde Staten   | 16   | 10     | 5     | 31     |
| 2      | Sovjet-Unie        | 5    | 7      | 10    | 22     |
| 3      | Australië          | 4    | 2      | 6     | 12     |
| 4      | Groot-Brittannië   | 1    | 4      | 2     | 7      |
| 5      | Polen              | 1    | 1      | 0     | 2      |
| 6      | Noorwegen          | 1    | 0      | 2     | 3      |
| 7      | Tsjecho-Slowakije  | 1    | 0      | 1     | 2      |
| 8      | Brazilië           | 1    | 0      | 0     | 1      |
| 8      | Frankrijk          | 1    | 0      | 0     | 1      |
| 8      | Ierland            | 1    | 0      | 0     | 1      |
| 8      | Nieuw-Zeeland      | 1    | 0      | 0     | 1      |
| 12     | Duits eenheidsteam | 0    | 5      | 2     | 7      |
| 13     | Hongarije          | 0    | 2      | 0     | 2      |
| 14     | Chili              | 0    | 1      | 0     | 1      |
| 14     | Joegoslavië        | 0    | 1      | 0     | 1      |
| 14     | IJsland            | 0    | 1      | 0     | 1      |
| 17     | Finland            | 0    | 0      | 3     | 3      |
| 18     | Griekenland        | 0    | 0      | 1     | 1      |
| 18     | Zweden             | 0    | 0      | 1     | 1      |
| totaal | totaal             | 33   | 34     | 33    | 100    |

Athene 1896 · Parijs 1900 · St. Louis 1904 · Londen 1908 · Stockholm 1912 · Antwerpen 1920 · Parijs 1924 · Amsterdam 1928 · Los Angeles 1932 · Berlijn 1936 · Londen 1948 · Helsinki 1952 · Melbourne 1956 · Rome 1960 · Tokio 1964 · Mexico-stad 1968 · München 1972 · Montréal 1976 · Moskou 1980 · Los Angeles 1984 · Seoel 1988 · Barcelona 1992 · Atlanta 1996 · Sydney 2000 · Athene 2004 · Peking 2008 · Londen 2012 · Rio de Janeiro 2016  · Tokio 2020  · Parijs 2024  · Los Angeles 2028 
Medaillewinnaars mannen · vrouwen · gemengd
Atletiek · Australian Football (demonstratie) · Basketbal · Boksen · Gewichtheffen · Hockey · Honkbal (demonstratie) · Kanovaren · Moderne vijfkamp · Paardensport · Roeien · Schermen · Schietsport · Schoonspringen · Turnen · Voetbal · Waterpolo · Wielersport · Worstelen · Zeilen · Zwemmen